# Maitland, Florida
Maitland är en stad (city) i Orange County, i delstaten Florida, USA. Enligt United States Census Bureau har staden en folkmängd på 16 076 invånare (2011) och en landarea på 13,6 km².

## Kända personer från Maitland
- Prichard Colón, boxare